# Action Justice
Action Justice est une série télévisée française en trois épisodes de 90 minutes créée par Sylvie Noachovitch (avocate), Roland Agret (victime d'une erreur judiciaire et fondateur de l'association « Action Justice »), Roger-Marc Moreau (criminaliste), et Louis Bériot (scénariste). Elle est diffusée entre le 28 septembre 2002 et le 2 décembre 2003 sur France 3 et rediffusée sur Action, 13e rue, Canal Jimmy et sur Série Club.

## Synopsis
À Marseille, l'avocate Sophie Latour se démène face aux erreurs judiciaires. Elle peut compter sur le soutien de ses amis, Paul et Yves. Ces trois héros citoyens, bénévoles dans une association, traquent l'injustice.

## Distribution
- Alexandra Kazan : Sophie Latour, avocate à la cour
- Pierre-Loup Rajot : Paul Mercier, conseiller en éducation à la mairie
- Cyril Lecomte : Yves Lancelot, détective privé
- Elisabeth Macocco : Monique

## Épisodes

### Épisode 1:Une mère indigne
- Réalisateur : Alain Schwartzstein
- Diffusion : 28 septembre 2002
- Avec : Catherine Alcover (juge d'instruction), Franck Gourlat (Jérôme Gaubert), Valérie Leboutte (Barbara Gaubert), Antoinette Moya (Clémence Bourdhon), Yves Pignot (Pierre Bourdhon)…
- Résumé : Alice Bourdhon, divorcée, est déchue de ses droits maternels sur son fils, Adrien. Effondrée, elle tente de mettre fin à ses jours en se jetant sous la camionnette de Paul Mercier. L'association « Action justice » va lui venir en aide…[2],[3]

### Épisode 2:Un mauvais médecin
- Réalisateur : Jean-Pierre Igoux
- Diffusion : 21 octobre 2003
- Avec : François-Régis Marchasson (Docteur Maurois), Louis Navarre (Procureur Dalembert), Jérémy Coetto (Michaël), Laurence Cormerais (Carole Vernoux)…
- Résumé : Le docteur Maurois sort de prison après une condamnation pour viol. Incapable de se réinsérer, il s'isole. Sa famille fait appel à l'équipe d'«Action justice» dans le but de plaider sa cause auprès de l'Ordre des médecins…[4]

### Épisode 3:Déclaré coupable
- Réalisateur : Alain Nahum
- Diffusion : 3 décembre 2003
- Avec : Alexandre Fabre (Préfet Rémieux), Marie-Christine Adam (Madame Schmidt), Guillaume Delorme (Guillaume), Alain Doutey (Procureur d'Archambaud), Françoise Pinkwasser (Madame Franqui) Soko (Léa)…
- Résumé : Dans une cité, Moussa, petit dealer, est retrouvé mort dans sa voiture. La police désigne Marco Franqui comme étant coupable, celui-ci ayant menacé Moussa. Il est condamné à sept ans de réclusion…[5],[6],[7],[8]